# World Grand Prix 2015
Il World Grand Prix 2015 si è svolto dal 26 giugno al 2 agosto 2015: al torneo hanno partecipato ventotto squadre nazionali e la vittoria finale è andata per la sesta volta agli Stati Uniti.

## Regolamento

### Formula
Le squadre, divise in tre gruppi, hanno disputato una prima fase a gironi con formula del girone all'italiana; al termine della prima fase:
- Le prime tre classificate del gruppo 3 e la squadra del paese organizzatore (nel caso in cui sia stata tra le prime tre classificate, si è qualificata la quarta classificata del gruppo 3) hanno acceduto alla fase finale strutturata in semifinali, finale per il terzo posto e finale: la vincitrice è promossa nel gruppo 2 per l'edizione 2016.
- Le prime tre classificate del gruppo 2 e la squadra del paese organizzatore (nel caso in cui sia stata tra le prime tre classificate, si è qualificata la quarta classificata del gruppo 2) hanno acceduto alla fase finale strutturata in semifinali, finale per il terzo posto e finale: la vincitrice è promossa nel gruppo 1 per l'edizione 2016.

L'ultima classificata del gruppo 2 è retrocessa nel gruppo 3 per l'edizione 2016 (nel caso in cui l'ultima classificata è la squadra del paese organizzatore della fase finale, è retrocessa la penultima classificata del gruppo 2).
- Le prime cinque classificate del gruppo 1 e la squadra del paese organizzatore (nel caso in cui sia stata tra le prime cinque classificate, si è qualificata la sesta classificata del gruppo 1) hanno acceduto alla fase finale strutturata in un girone all'italiana.

L'ultima classificata del gruppo 1 è retrocessa nel gruppo 2 per l'edizione 2016 (nel caso in cui l'ultima classificata è la squadra del paese organizzatore della fase finale, è retrocessa la penultima classificata del gruppo 1).

### Criteri di classifica
Se il risultato finale è stato di 3-0 o 3-1 sono stati assegnati 3 punti alla squadra vincente e 0 a quella sconfitta, se il risultato finale è stato di 3-2 sono stati assegnati 2 punti alla squadra vincente e 1 a quella sconfitta.
L'ordine del posizionamento in classifica è stato definito in base a:
- Numero di partite vinte;
- Punti;
- Ratio dei set vinti/persi;
- Ratio dei punti realizzati/subiti;
- Risultati degli scontri diretti.

## Squadre partecipanti
| Squadra         | Qualificazione                  | Ultima partecipazione |
| --------------- | ------------------------------- | --------------------- |
| Algeria         | 27ª al World Grand Prix 2014    | World Grand Prix 2014 |
| Argentina       | 17ª al World Grand Prix 2014    | World Grand Prix 2014 |
| Australia       | 27ª al World Grand Prix 2014    | World Grand Prix 2014 |
| Belgio          | 6ª al World Grand Prix 2014     | World Grand Prix 2014 |
| Brasile         | 1ª al World Grand Prix 2014     | World Grand Prix 2014 |
| Bulgaria        | 21ª al World Grand Prix 2014    | World Grand Prix 2014 |
| Canada          | 19ª al World Grand Prix 2014    | World Grand Prix 2014 |
| Cina            | 5ª al World Grand Prix 2014     | World Grand Prix 2014 |
| Colombia        | 7ª alla Coppa panamericana 2014 | Debutto               |
| Croazia         | 23ª al World Grand Prix 2014    | World Grand Prix 2014 |
| Cuba            | 20ª al World Grand Prix 2014    | World Grand Prix 2014 |
| Germania        | 11ª al World Grand Prix 2014    | World Grand Prix 2014 |
| Giappone        | 2ª al World Grand Prix 2014     | World Grand Prix 2014 |
| Kazakistan      | 24ª al World Grand Prix 2014    | World Grand Prix 2014 |
| Kenya           | 25ª al World Grand Prix 2014    | World Grand Prix 2014 |
| Italia          | 10ª al World Grand Prix 2014    | World Grand Prix 2014 |
| Messico         | 26ª al World Grand Prix 2014    | World Grand Prix 2014 |
| Paesi Bassi     | 14ª al World Grand Prix 2014    | World Grand Prix 2014 |
| Perù            | 18ª al World Grand Prix 2014    | World Grand Prix 2014 |
| Polonia         | 16ª al World Grand Prix 2014    | World Grand Prix 2014 |
| Porto Rico      | 15ª al World Grand Prix 2014    | World Grand Prix 2014 |
| Rep. Ceca       | 22ª al World Grand Prix 2014    | World Grand Prix 2014 |
| Rep. Dominicana | 13ª al World Grand Prix 2014    | World Grand Prix 2014 |
| Russia          | 3ª al World Grand Prix 2014     | World Grand Prix 2014 |
| Serbia          | 8ª al World Grand Prix 2014     | World Grand Prix 2014 |
| Stati Uniti     | 7ª al World Grand Prix 2014     | World Grand Prix 2014 |
| Thailandia      | 12ª al World Grand Prix 2014    | World Grand Prix 2014 |
| Turchia         | 4ª al World Grand Prix 2014     | World Grand Prix 2014 |

## Torneo

### Fase a gironi

#### Gruppo 1

##### Primo week-end
| Girone A   | Girone B        | Girone C    |
| ---------- | --------------- | ----------- |
| Brasile    | Cina            | Belgio      |
| Giappone   | Germania        | Italia      |
| Serbia     | Rep. Dominicana | Stati Uniti |
| Thailandia | Russia          | Turchia     |

###### Girone A
| 3 luglio 2015 Indoor Stadium Huamark, Bangkok Durata: 2h:03 - Spettatori: 5 000 | Thailandia | 3 - 2 | Serbia   | 25-17, 15-25, 23-25, 25-22, 15-11 |
| 3 luglio 2015 Indoor Stadium Huamark, Bangkok Durata: 1h:58 - Spettatori: 3 500 | Brasile    | 3 - 1 | Giappone | 21-25, 25-21, 25-17, 27-25        |
| 4 luglio 2015 Indoor Stadium Huamark, Bangkok Durata: 1h:19 - Spettatori: 4 000 | Brasile    | 3 - 0 | Serbia   | 25-20, 25-15, 25-19               |
| 4 luglio 2015 Indoor Stadium Huamark, Bangkok Durata: 1h:24 - Spettatori: 7 000 | Thailandia | 0 - 3 | Giappone | 21-25, 22-25, 22-25               |
| 5 luglio 2015 Indoor Stadium Huamark, Bangkok Durata: 2h:00 - Spettatori: 4 500 | Giappone   | 3 - 1 | Serbia   | 25-22, 18-25, 28-26, 25-23        |
| 5 luglio 2015 Indoor Stadium Huamark, Bangkok Durata: 1h:23 - Spettatori: 7 000 | Thailandia | 0 - 3 | Brasile  | 23-25, 18-25, 13-25               |

###### Girone B
| 3 luglio 2015 Beilun Sports and Arts Centre, Ningbo Durata: 1h:59 - Spettatori: 2 500 | Germania        | 1 - 3 | Russia          | 20-25, 26-24, 20-25, 20-25 |
| 3 luglio 2015 Beilun Sports and Arts Centre, Ningbo Durata: 1h:04 - Spettatori: 6 800 | Cina            | 3 - 0 | Rep. Dominicana | 25-15, 25-12, 25-9         |
| 4 luglio 2015 Beilun Sports and Arts Centre, Ningbo Durata: 1h:18 - Spettatori: 3 000 | Rep. Dominicana | 0 - 3 | Russia          | 15-25, 22-25, 8-25         |
| 4 luglio 2015 Beilun Sports and Arts Centre, Ningbo Durata: 1h:16 - Spettatori: 7 500 | Cina            | 3 - 0 | Germania        | 25-15, 25-22, 25-15        |
| 5 luglio 2015 Beilun Sports and Arts Centre, Ningbo Durata: 1h:12 - Spettatori: 2 800 | Rep. Dominicana | 0 - 3 | Germania        | 6-25, 18-25, 23-25         |
| 5 luglio 2015 Beilun Sports and Arts Centre, Ningbo Durata: 1h:53 - Spettatori: 7 600 | Cina            | 3 - 1 | Russia          | 25-21, 21-25, 25-13, 25-23 |

###### Girone C
| 3 luglio 2015 Başkent Voleybol Salonu, Ankara Durata: 2h:11 - Spettatori: 400   | Stati Uniti | 3 - 1 | Italia      | 25-27, 25-21, 25-22, 25-23 |
| 3 luglio 2015 Başkent Voleybol Salonu, Ankara Durata: 1h:14 - Spettatori: 2 000 | Turchia     | 0 - 3 | Belgio      | 13-25, 17-25, 23-25        |
| 4 luglio 2015 Başkent Voleybol Salonu, Ankara Durata: 1h:11 - Spettatori: 500   | Italia      | 3 - 0 | Belgio      | 25-15, 25-17, 25-20        |
| 4 luglio 2015 Başkent Voleybol Salonu, Ankara Durata: 1h:42 - Spettatori: 3 500 | Turchia     | 1 - 3 | Stati Uniti | 20-25, 25-17, 16-25, 21-25 |
| 5 luglio 2015 Başkent Voleybol Salonu, Ankara Durata: 1h:16 - Spettatori: 400   | Belgio      | 0 - 3 | Stati Uniti | 19-25, 20-25, 18-25        |
| 5 luglio 2015 Başkent Voleybol Salonu, Ankara Durata: 1h:32 - Spettatori: 3 500 | Turchia     | 0 - 3 | Italia      | 22-25, 23-25, 17-25        |

##### Secondo week-end
| Girone D   | Girone E        | Girone F    |
| ---------- | --------------- | ----------- |
| Belgio     | Cina            | Russia      |
| Brasile    | Giappone        | Serbia      |
| Germania   | Italia          | Stati Uniti |
| Thailandia | Rep. Dominicana | Turchia     |

###### Girone D
| 10 luglio 2015 Ginásio do Ibirapuera, San Paolo Durata: 1h:21 - Spettatori: 5 665 | Brasile  | 3 - 0 | Belgio     | 25-17, 25-16, 25-14        |
| 10 luglio 2015 Ginásio do Ibirapuera, San Paolo Durata: 1h:16 - Spettatori: 3 500 | Germania | 0 - 3 | Thailandia | 22-25, 20-25, 16-25        |
| 11 luglio 2015 Ginásio do Ibirapuera, San Paolo Durata: 1h:47 - Spettatori: 6 342 | Brasile  | 3 - 1 | Thailandia | 25-23, 20-25, 25-14, 25-19 |
| 11 luglio 2015 Ginásio do Ibirapuera, San Paolo Durata: 1h:47 - Spettatori: 6 342 | Belgio   | 1 - 3 | Germania   | 19-25, 25-23, 21-25, 15-25 |
| 12 luglio 2015 Ginásio do Ibirapuera, San Paolo Durata: 1h:35 - Spettatori: 7 244 | Brasile  | 3 - 0 | Germania   | 26-24, 25-22, 26-24        |
| 12 luglio 2015 Ginásio do Ibirapuera, San Paolo Durata: 1h:38 - Spettatori: 7 244 | Belgio   | 1 - 3 | Thailandia | 11-25, 23-25, 25-22, 14-25 |

###### Girone E
| 10 luglio 2015 Saitama City Gymnasium, Saitama Durata: 1h:07 - Spettatori: 1 800 | Cina            | 3 - 0 | Rep. Dominicana | 25-15, 25-12, 25-19               |
| 10 luglio 2015 Saitama City Gymnasium, Saitama Durata: 2h:18 - Spettatori: 4 580 | Giappone        | 2 - 3 | Italia          | 15-25, 25-23, 27-25, 24-26, 12-15 |
| 11 luglio 2015 Saitama City Gymnasium, Saitama Durata: 1h:45 - Spettatori: 2 900 | Cina            | 3 - 1 | Italia          | 25-21, 20-25, 25-16, 25-19        |
| 11 luglio 2015 Saitama City Gymnasium, Saitama Durata: 1h:16 - Spettatori: 4 780 | Giappone        | 3 - 0 | Rep. Dominicana | 25-19, 25-12, 25-15               |
| 12 luglio 2015 Saitama City Gymnasium, Saitama Durata: 1h:07 - Spettatori: 2 700 | Rep. Dominicana | 0 - 3 | Italia          | 13-25, 15-25, 19-25               |
| 12 luglio 2015 Saitama City Gymnasium, Saitama Durata: 1h:40 - Spettatori: 4 940 | Giappone        | 1 - 3 | Cina            | 11-25, 25-21, 15-25, 17-25        |

###### Girone F
| 10 luglio 2015 Dvorec Sporta Jantarnyj, Kaliningrad Durata: 1h:50 - Spettatori: 1 300 | Serbia      | 3 - 1 | Turchia     | 25-18, 21-25, 25-14, 27-25       |
| 10 luglio 2015 Dvorec Sporta Jantarnyj, Kaliningrad Durata: 1h:23 - Spettatori: 5 720 | Russia      | 0 - 3 | Stati Uniti | 22-25, 20-25, 19-25              |
| 11 luglio 2015 Dvorec Sporta Jantarnyj, Kaliningrad Durata: 1h:53 - Spettatori: 1 010 | Stati Uniti | 3 - 1 | Turchia     | 25-12, 25-19, 22-25, 25-21       |
| 11 luglio 2015 Dvorec Sporta Jantarnyj, Kaliningrad Durata: 2h:07 - Spettatori: 4 948 | Russia      | 3 - 2 | Serbia      | 25-23, 17-25, 20-25, 26-24, 15-8 |
| 12 luglio 2015 Dvorec Sporta Jantarnyj, Kaliningrad Durata: 2h:08 - Spettatori: 1 100 | Serbia      | 2 - 3 | Stati Uniti | 18-25, 26-24, 28-30, 25-19, 9-15 |
| 12 luglio 2015 Dvorec Sporta Jantarnyj, Kaliningrad Durata: 1h:56 - Spettatori: 5 230 | Russia      | 3 - 1 | Turchia     | 26-24, 17-25, 25-23, 25-21       |

##### Terzo week-end
| Girone G | Girone H    | Girone I        |
| -------- | ----------- | --------------- |
| Belgio   | Cina        | Germania        |
| Brasile  | Giappone    | Rep. Dominicana |
| Italia   | Stati Uniti | Serbia          |
| Russia   | Thailandia  | Turchia         |

###### Girone G
| 16 luglio 2015 PalaCatania, Catania Durata: 1h:21 - Spettatori: 1 700 | Russia  | 0 - 3 | Brasile | 18-25, 14-25, 17-25        |
| 16 luglio 2015 PalaCatania, Catania Durata: 1h:22 - Spettatori: 2 700 | Italia  | 3 - 0 | Belgio  | 25-17, 26-24, 25-14        |
| 17 luglio 2015 PalaCatania, Catania Durata: 1h:22 - Spettatori: 1 200 | Brasile | 3 - 0 | Belgio  | 25-14, 25-17, 25-23        |
| 17 luglio 2015 PalaCatania, Catania Durata: 1h:56 - Spettatori: 3 700 | Italia  | 1 - 3 | Russia  | 18-25, 25-20, 22-25, 28-30 |
| 18 luglio 2015 PalaCatania, Catania Durata: 1h:30 - Spettatori: 1 750 | Belgio  | 3 - 0 | Russia  | 25-20, 25-22, 28-26        |
| 18 luglio 2015 PalaCatania, Catania Durata: 1h:29 - Spettatori: 4 800 | Italia  | 0 - 3 | Brasile | 17-25, 24-26, 17-25        |

###### Girone H
| 16 luglio 2015 Hong Kong Coliseum, Hong Kong Durata: 1h:36 - Spettatori: 10 714 | Giappone   | 0 - 3 | Stati Uniti | 23-25, 22-25, 24-26               |
| 16 luglio 2015 Hong Kong Coliseum, Hong Kong Durata: 1h:17 - Spettatori: 10 714 | Cina       | 3 - 0 | Thailandia  | 25-18, 25-14, 27-25               |
| 17 luglio 2015 Hong Kong Coliseum, Hong Kong Durata: 1h:45 - Spettatori: 10 714 | Thailandia | 1 - 3 | Stati Uniti | 21-25, 18-25, 25-23, 16-25        |
| 17 luglio 2015 Hong Kong Coliseum, Hong Kong Durata: 1h:18 - Spettatori: 10 714 | Cina       | 3 - 0 | Giappone    | 25-13, 25-20, 25-17               |
| 18 luglio 2015 Hong Kong Coliseum, Hong Kong Durata: 1h:19 - Spettatori: 10 715 | Giappone   | 3 - 0 | Thailandia  | 25-19, 25-21, 25-15               |
| 18 luglio 2015 Hong Kong Coliseum, Hong Kong Durata: 2h:09 - Spettatori: 10 724 | Cina       | 3 - 2 | Stati Uniti | 22-25, 25-13, 25-22, 19-25, 15-12 |

###### Girone I
| 16 luglio 2015 Porsche-Arena, Stoccarda Durata: 1h:25 - Spettatori: 1 400 | Turchia         | 0 - 3 | Serbia          | 20-25, 16-25, 19-25               |
| 16 luglio 2015 Porsche-Arena, Stoccarda Durata: 1h:21 - Spettatori: 1 500 | Germania        | 3 - 0 | Rep. Dominicana | 25-12, 25-11, 25-18               |
| 17 luglio 2015 Porsche-Arena, Stoccarda Durata: 2h:41 - Spettatori: 2 500 | Germania        | 2 - 3 | Turchia         | 25-20, 26-28, 29-31, 25-14, 16-18 |
| 17 luglio 2015 Porsche-Arena, Stoccarda Durata: 1h:17 - Spettatori: 1 800 | Rep. Dominicana | 0 - 3 | Serbia          | 13-25, 21-25, 16-25               |
| 18 luglio 2015 Porsche-Arena, Stoccarda Durata: 1h:30 - Spettatori: 1 800 | Rep. Dominicana | 0 - 3 | Turchia         | 20-25, 17-25, 20-25               |
| 18 luglio 2015 Porsche-Arena, Stoccarda Durata: 1h:53 - Spettatori: 3 000 | Serbia          | 1 - 3 | Germania        | 25-23, 18-25, 22-25, 22-25        |

##### Classifica
| Pos | Squadra         | Pt | G | V | P | SV | SP | Ratio  | PF  | PS  | Ratio |
| --- | --------------- | -- | - | - | - | -- | -- | ------ | --- | --- | ----- |
| 1   | Brasile         | 27 | 9 | 9 | 0 | 27 | 2  | 13.500 | 721 | 555 | 1.299 |
| 2   | Cina            | 26 | 9 | 9 | 0 | 27 | 5  | 5.400  | 770 | 569 | 1.353 |
| 3   | Stati Uniti     | 24 | 9 | 8 | 1 | 26 | 9  | 2.888  | 823 | 731 | 1.125 |
| 4   | Italia          | 14 | 9 | 5 | 4 | 18 | 14 | 1.285  | 740 | 690 | 1.072 |
| 5   | Russia          | 14 | 9 | 5 | 4 | 16 | 17 | 0.941  | 730 | 746 | 0.978 |
| 6   | Giappone        | 13 | 9 | 4 | 5 | 16 | 16 | 1.000  | 699 | 721 | 0.969 |
| 7   | Germania        | 13 | 9 | 4 | 5 | 15 | 17 | 0.882  | 733 | 692 | 1.059 |
| 8   | Serbia          | 12 | 9 | 3 | 6 | 17 | 19 | 0.894  | 796 | 775 | 1.027 |
| 9   | Thailandia      | 8  | 9 | 3 | 6 | 11 | 21 | 0.523  | 667 | 726 | 0.918 |
| 10  | Belgio          | 6  | 9 | 2 | 7 | 8  | 21 | 0.380  | 571 | 692 | 0.825 |
| 11  | Turchia         | 5  | 9 | 2 | 7 | 10 | 23 | 0.434  | 690 | 783 | 0.881 |
| 12  | Rep. Dominicana | 0  | 9 | 0 | 9 | 0  | 27 | 0.000  | 415 | 675 | 0.614 |

#### Gruppo 2

##### Primo week-end
| Girone J    | Girone K   |
| ----------- | ---------- |
| Argentina   | Bulgaria   |
| Croazia     | Canada     |
| Paesi Bassi | Polonia    |
| Rep. Ceca   | Porto Rico |

###### Girone J
| 3 luglio 2015 Športska dvorana Žatika, Parenzo Durata: 1h:55 - Spettatori: 100 | Paesi Bassi | 3 - 1 | Rep. Ceca   | 25-17, 23-25, 26-24, 25-18 |
| 3 luglio 2015 Športska dvorana Žatika, Parenzo Durata: 1h:43 - Spettatori: 500 | Argentina   | 3 - 1 | Croazia     | 25-19, 26-24, 15-25, 25-16 |
| 4 luglio 2015 Športska dvorana Žatika, Parenzo Durata: 1h:03 - Spettatori: 75  | Argentina   | 0 - 3 | Paesi Bassi | 11-25, 11-25, 12-25        |
| 4 luglio 2015 Športska dvorana Žatika, Parenzo Durata: 1h:23 - Spettatori: 450 | Rep. Ceca   | 3 - 0 | Croazia     | 25-17, 25-19, 25-19        |
| 5 luglio 2015 Športska dvorana Žatika, Parenzo Durata: 1h:58 - Spettatori: 75  | Rep. Ceca   | 3 - 1 | Argentina   | 25-23, 25-20, 23-25, 25-19 |
| 5 luglio 2015 Športska dvorana Žatika, Parenzo Durata: 1h:07 - Spettatori: 400 | Croazia     | 0 - 3 | Paesi Bassi | 17-25, 11-25, 13-25        |

###### Girone K
| 3 luglio 2015 Polideportivo Guillermo Angulo, Carolina Durata: 1h:18 - Spettatori: 950   | Bulgaria   | 0 - 3 | Polonia  | 17-25, 20-25, 22-25               |
| 3 luglio 2015 Polideportivo Guillermo Angulo, Carolina Durata: 1h:42 - Spettatori: 2 000 | Porto Rico | 3 - 1 | Canada   | 25-18, 25-10, 24-26, 25-14        |
| 4 luglio 2015 Polideportivo Guillermo Angulo, Carolina Durata: 2h:06 - Spettatori: 600   | Bulgaria   | 2 - 3 | Canada   | 25-18, 14-25, 14-25, 25-20, 13-15 |
| 4 luglio 2015 Polideportivo Guillermo Angulo, Carolina Durata: 1h:55 - Spettatori: 2 500 | Porto Rico | 3 - 1 | Polonia  | 25-19, 21-25, 25-19, 25-18        |
| 5 luglio 2015 Polideportivo Guillermo Angulo, Carolina Durata: 2h:01 - Spettatori: 750   | Canada     | 1 - 3 | Polonia  | 18-25, 25-20, 26-28, 17-25        |
| 5 luglio 2015 Polideportivo Guillermo Angulo, Carolina Durata: 2h:19 - Spettatori: 3 000 | Porto Rico | 2 - 3 | Bulgaria | 19-25, 25-27, 25-20, 25-18, 14-16 |

##### Secondo week-end
| Girone L    | Girone M   |
| ----------- | ---------- |
| Argentina   | Bulgaria   |
| Canada      | Croazia    |
| Paesi Bassi | Rep. Ceca  |
| Polonia     | Porto Rico |

###### Girone L
| 10 luglio 2015 Stadium Cincuantenario, Formosa Durata: 1h:23 - Spettatori: 3 000 | Polonia     | 0 - 3 | Paesi Bassi | 18-25, 20-25, 15-25               |
| 10 luglio 2015 Stadium Cincuantenario, Formosa Durata: 2h:09 - Spettatori: 6 000 | Argentina   | 1 - 3 | Canada      | 25-22, 23-25, 14-25, 29-31        |
| 11 luglio 2015 Stadium Cincuantenario, Formosa Durata: 2h:00 - Spettatori: 2 100 | Polonia     | 3 - 1 | Canada      | 25–20, 19–25, 25–17, 27–25        |
| 11 luglio 2015 Stadium Cincuantenario, Formosa Durata: 2h:27 - Spettatori: 6 000 | Argentina   | 2 - 3 | Paesi Bassi | 21-25, 18-25, 25-20, 28-26, 12-15 |
| 12 luglio 2015 Stadium Cincuantenario, Formosa Durata: 1h:55 - Spettatori: 3 500 | Paesi Bassi | 3 - 0 | Canada      | 25-22, 25-16, 25-21               |
| 12 luglio 2015 Stadium Cincuantenario, Formosa Durata: 1h:41 - Spettatori: 5 000 | Argentina   | 0 - 3 | Polonia     | 21-25, 23-25, 25-27               |

###### Girone M
| 10 luglio 2015 Arena Samokov, Samokov Durata: 2h:12 - Spettatori: 50  | Porto Rico | 3 - 2 | Rep. Ceca  | 25-20, 25-22, 19-25, 13-25, 18-16 |
| 10 luglio 2015 Arena Samokov, Samokov Durata: 2h:02 - Spettatori: 250 | Bulgaria   | 3 - 2 | Croazia    | 25-18, 23-25, 21-25, 25-22, 15-12 |
| 11 luglio 2015 Arena Samokov, Samokov Durata: 1h:47 - Spettatori: 50  | Croazia    | 1 - 3 | Porto Rico | 25-23, 16-25, 23-25, 17-25        |
| 11 luglio 2015 Arena Samokov, Samokov Durata: 2h:08 - Spettatori: 250 | Bulgaria   | 2 - 3 | Rep. Ceca  | 23-25, 25-18, 17-25, 25-18, 11-15 |
| 12 luglio 2015 Arena Samokov, Samokov Durata: 1h:44 - Spettatori: 50  | Croazia    | 1 - 3 | Rep. Ceca  | 12-25, 25-22, 21-25, 21-25        |
| 12 luglio 2015 Arena Samokov, Samokov Durata: 1h:26 - Spettatori: 150 | Bulgaria   | 3 - 0 | Porto Rico | 28-26, 25-20, 25-15               |

##### Classifica
| Pos | Squadra     | Pt | G | V | P | SV | SP | Ratio | PF  | PS  | Ratio |
| --- | ----------- | -- | - | - | - | -- | -- | ----- | --- | --- | ----- |
| 1   | Paesi Bassi | 17 | 6 | 6 | 0 | 18 | 3  | 6.000 | 510 | 375 | 1.360 |
| 2   | Polonia     | 12 | 6 | 4 | 2 | 13 | 8  | 1.625 | 480 | 472 | 1.016 |
| 3   | Rep. Ceca   | 12 | 6 | 4 | 2 | 15 | 10 | 1.500 | 563 | 521 | 1.080 |
| 4   | Porto Rico  | 12 | 6 | 4 | 2 | 14 | 11 | 1.272 | 562 | 522 | 1.076 |
| 5   | Bulgaria    | 9  | 6 | 3 | 3 | 13 | 13 | 1.000 | 544 | 550 | 0.989 |
| 6   | Canada      | 5  | 6 | 2 | 4 | 9  | 15 | 0.600 | 506 | 550 | 0.920 |
| 7   | Argentina   | 4  | 6 | 1 | 5 | 7  | 16 | 0.437 | 476 | 548 | 0.868 |
| 8   | Croazia     | 1  | 6 | 0 | 6 | 5  | 18 | 0.277 | 442 | 545 | 0.811 |

#### Gruppo 3

##### Primo week-end
| Girone N   | Girone O |
| ---------- | -------- |
| Algeria    | Colombia |
| Australia  | Kenya    |
| Cuba       | Messico  |
| Kazakistan | Perù     |

###### Girone N
| 26 giugno 2015 Zhastar Sports Palace, Taldıqorğan Durata: 1h:09 - Spettatori: 1 350 | Australia  | 0 - 3 | Cuba      | 22-25, 12-25, 16-25               |
| 26 giugno 2015 Zhastar Sports Palace, Taldıqorğan Durata: 1h:08 - Spettatori: 1 980 | Kazakistan | 3 - 0 | Algeria   | 25-23, 25-17, 25-20               |
| 27 giugno 2015 Zhastar Sports Palace, Taldıqorğan Durata: 1h:07 - Spettatori: 1 100 | Cuba       | 3 - 0 | Algeria   | 25-19, 25-18, 25-16               |
| 27 giugno 2015 Zhastar Sports Palace, Taldıqorğan Durata: 1h:13 - Spettatori: 1 850 | Kazakistan | 3 - 0 | Australia | 25-20, 25-21, 25-8                |
| 28 giugno 2015 Zhastar Sports Palace, Taldıqorğan Durata: 1h:10 - Spettatori: 1 040 | Algeria    | 3 - 0 | Australia | 25-19, 25-22, 25-13               |
| 28 giugno 2015 Zhastar Sports Palace, Taldıqorğan Durata: 2h:00 - Spettatori: 2 000 | Kazakistan | 3 - 2 | Cuba      | 25-16, 12-25, 26-24, 21-25, 15-13 |

###### Girone O
| 26 giugno 2015 Gimnasio Nuevo León, Monterrey Durata: 1h:14 - Spettatori: 300   | Kenya    | 0 - 3 | Perù     | 18-25, 12-25, 23-25              |
| 26 giugno 2015 Gimnasio Nuevo León, Monterrey Durata: 1h:10 - Spettatori: 950   | Messico  | 0 - 3 | Colombia | 18-25, 16-25, 18-25              |
| 27 giugno 2015 Gimnasio Nuevo León, Monterrey Durata: 1h:59 - Spettatori: 500   | Perù     | 3 - 1 | Colombia | 25-19, 19-25, 25-21, 25-19       |
| 27 giugno 2015 Gimnasio Nuevo León, Monterrey Durata: 1h:52 - Spettatori: 1 100 | Messico  | 2 - 3 | Kenya    | 16-25, 25-20, 25-21, 17-25, 9-15 |
| 28 giugno 2015 Gimnasio Nuevo León, Monterrey Durata: 1h:11 - Spettatori: 425   | Colombia | 3 - 0 | Kenya    | 25-21, 25-14, 25-20              |
| 28 giugno 2015 Gimnasio Nuevo León, Monterrey Durata: 1h:06 - Spettatori: 1 025 | Messico  | 0 - 3 | Perù     | 16-25, 17-25, 12-25              |

##### Secondo week-end
| Girone P   | Girone Q  |
| ---------- | --------- |
| Cuba       | Algeria   |
| Colombia   | Australia |
| Kazakistan | Kenya     |
| Perù       | Messico   |

###### Girone P
| 3 luglio 2015 Coliseo Gran Chimú, Trujillo Durata: 1h:10 - Spettatori: 650   | Cuba       | 3 - 0 | Kazakistan | 25-22, 25-16, 25-23        |
| 3 luglio 2015 Coliseo Gran Chimú, Trujillo Durata: 1h:13 - Spettatori: 1 300 | Perù       | 0 - 3 | Colombia   | 17-25, 17-25, 23-25        |
| 4 luglio 2015 Coliseo Gran Chimú, Trujillo Durata: 1h:13 - Spettatori: 1 000 | Kazakistan | 0 - 3 | Colombia   | 19-25, 22-25, 19-25        |
| 4 luglio 2015 Coliseo Gran Chimú, Trujillo Durata: 1h:19 - Spettatori: 1 600 | Perù       | 3 - 0 | Cuba       | 25-23, 25-21, 25-20        |
| 5 luglio 2015 Coliseo Gran Chimú, Trujillo Durata: 1h:34 - Spettatori: 1 200 | Colombia   | 3 - 1 | Cuba       | 25-14, 21-25, 25-20, 27-25 |
| 5 luglio 2015 Coliseo Gran Chimú, Trujillo Durata: 1h:06 - Spettatori: 3 200 | Perù       | 3 - 0 | Kazakistan | 25-12, 25-16, 25-18        |

###### Girone Q
| 3 luglio 2015 Salle Omnisports de Chéraga, Chéraga Durata: 1h:18 - Spettatori: 150   | Messico   | 0 - 3 | Kenya     | 20-25, 17-25, 22-25               |
| 3 luglio 2015 Salle Omnisports de Chéraga, Chéraga Durata: 2h:11 - Spettatori: 850   | Algeria   | 3 - 2 | Australia | 25-18, 25-23, 21-25, 20-25, 15-10 |
| 4 luglio 2015 Salle Omnisports de Chéraga, Chéraga Durata: 1h:08 - Spettatori: 100   | Kenya     | 3 - 0 | Australia | 25-20, 25-16, 25-15               |
| 4 luglio 2015 Salle Omnisports de Chéraga, Chéraga Durata: 2h:13 - Spettatori: 700   | Messico   | 3 - 2 | Algeria   | 25-20, 22-25, 25-14, 21-25, 15-13 |
| 5 luglio 2015 Salle Omnisports de Chéraga, Chéraga Durata: 1h:49 - Spettatori: 100   | Australia | 1 - 3 | Messico   | 18-25, 25-22, 19-25, 22-25        |
| 5 luglio 2015 Salle Omnisports de Chéraga, Chéraga Durata: 1h:54 - Spettatori: 1 200 | Algeria   | 2 - 3 | Kenya     | 25-20, 15-25, 25-23, 13-25, 13-15 |

##### Classifica
| Pos | Squadra    | Pt | G | V | P | SV | SP | Ratio | PF  | PS  | Ratio |
| --- | ---------- | -- | - | - | - | -- | -- | ----- | --- | --- | ----- |
| 1   | Colombia   | 15 | 6 | 5 | 1 | 16 | 6  | 4.000 | 482 | 402 | 1.199 |
| 2   | Perù       | 15 | 6 | 5 | 1 | 15 | 4  | 3.750 | 451 | 367 | 1.229 |
| 3   | Kenya      | 10 | 6 | 4 | 2 | 12 | 10 | 1.200 | 472 | 443 | 1.065 |
| 4   | Cuba       | 10 | 6 | 3 | 3 | 12 | 9  | 1.333 | 476 | 436 | 1.091 |
| 5   | Kazakistan | 8  | 6 | 3 | 3 | 9  | 11 | 0.818 | 416 | 437 | 0.951 |
| 6   | Algeria    | 7  | 6 | 2 | 4 | 10 | 14 | 0.714 | 482 | 521 | 0.925 |
| 7   | Messico    | 6  | 6 | 2 | 4 | 8  | 15 | 0.533 | 453 | 512 | 0.884 |
| 8   | Australia  | 1  | 6 | 0 | 6 | 3  | 18 | 0.166 | 389 | 503 | 0.773 |

### Fase finale

#### Gruppo 1

##### Final Six

###### Risultati
| 22 luglio 2015 CenturyLink Center Omaha, Omaha Durata: 1h:50 - Spettatori: 2 500 | Brasile     | 3 - 1 | Cina     | 23-25, 25-20, 25-16, 25-14        |
| 22 luglio 2015 CenturyLink Center Omaha, Omaha Durata: 1h:32 - Spettatori: 3 600 | Italia      | 0 - 3 | Russia   | 24-26, 26-28, 19-25               |
| 22 luglio 2015 CenturyLink Center Omaha, Omaha Durata: 1h:14 - Spettatori: 5 105 | Stati Uniti | 3 - 0 | Giappone | 25-12, 25-15, 25-18               |
| 23 luglio 2015 CenturyLink Center Omaha, Omaha Durata: 1h:33 - Spettatori: 2 500 | Brasile     | 0 - 3 | Russia   | 19-25, 26-28, 19-25               |
| 23 luglio 2015 CenturyLink Center Omaha, Omaha Durata: 1h:17 - Spettatori: 3 000 | Cina        | 3 - 0 | Giappone | 25-20, 25-19, 25-12               |
| 23 luglio 2015 CenturyLink Center Omaha, Omaha Durata: 1h:48 - Spettatori: 6 500 | Stati Uniti | 3 - 1 | Italia   | 25-17, 25-14, 15-25, 25-18        |
| 24 luglio 2015 CenturyLink Center Omaha, Omaha Durata: 1h:22 - Spettatori: 2 500 | Brasile     | 3 - 0 | Giappone | 25-21, 25-23, 25-16               |
| 24 luglio 2015 CenturyLink Center Omaha, Omaha Durata: 2h:05 - Spettatori: 3 500 | Cina        | 2 - 3 | Italia   | 15-25, 25-22, 25-22, 18-25, 12-15 |
| 24 luglio 2015 CenturyLink Center Omaha, Omaha Durata: 2h:07 - Spettatori: 7 500 | Stati Uniti | 3 - 1 | Russia   | 26-24, 19-25, 25-16, 25-22        |
| 25 luglio 2015 CenturyLink Center Omaha, Omaha Durata: 1h:24 - Spettatori: 3 500 | Cina        | 3 - 0 | Russia   | 27-25, 25-20, 25-19               |
| 25 luglio 2015 CenturyLink Center Omaha, Omaha Durata: 1h:29 - Spettatori: 7 800 | Stati Uniti | 3 - 0 | Brasile  | 25-16, 25-22, 25-21               |
| 25 luglio 2015 CenturyLink Center Omaha, Omaha Durata: 2h:37 - Spettatori: 2 000 | Italia      | 3 - 2 | Giappone | 20-25, 25-20, 28-30, 26-24, 24-22 |
| 26 luglio 2015 CenturyLink Center Omaha, Omaha Durata: 1h:26 - Spettatori: 8 500 | Stati Uniti | 3 - 0 | Cina     | 25-23, 25-19, 25-18               |
| 26 luglio 2015 CenturyLink Center Omaha, Omaha Durata: 2h:00 - Spettatori: 3 000 | Brasile     | 3 - 1 | Italia   | 25-18, 25-27, 30-28, 25-18        |
| 26 luglio 2015 CenturyLink Center Omaha, Omaha Durata: 1h:08 - Spettatori: 1 000 | Giappone    | 0 - 3 | Russia   | 11-25, 19-25, 18-25               |

###### Classifica
| Pos | Squadra     | Pt | G | V | P | SV | SP | Ratio | PF  | PS  | Ratio |
| --- | ----------- | -- | - | - | - | -- | -- | ----- | --- | --- | ----- |
| 1   | Stati Uniti | 15 | 5 | 5 | 0 | 15 | 2  | 7.500 | 410 | 325 | 1.261 |
| 2   | Russia      | 9  | 5 | 3 | 2 | 10 | 6  | 1.666 | 383 | 353 | 1.084 |
| 3   | Brasile     | 9  | 5 | 3 | 2 | 9  | 8  | 1.125 | 401 | 379 | 1.058 |
| 4   | Cina        | 7  | 5 | 2 | 3 | 9  | 9  | 1.000 | 382 | 397 | 0.962 |
| 5   | Italia      | 4  | 5 | 2 | 3 | 8  | 13 | 0.615 | 466 | 490 | 0.951 |
| 6   | Giappone    | 1  | 5 | 0 | 5 | 2  | 15 | 0.133 | 325 | 423 | 0.768 |

#### Gruppo 2
|  | Semifinali  | Semifinali  | Semifinali |         |             | Finale      | Finale     | Finale   |  |
|  |             |             |            |         |             |             |            |          |  |
|  | Paesi Bassi | Paesi Bassi | 3          |         |             |             |            |          |  |
|  | Paesi Bassi | Paesi Bassi | 3          |         |             |             |            |          |  |
|  | Rep. Ceca   | Rep. Ceca   | 0          |         |             |             |            |          |  |
|  | Rep. Ceca   | Rep. Ceca   | 0          |         | Paesi Bassi | Paesi Bassi | 3          |          |  |
|  |             |             |            |         | Paesi Bassi | Paesi Bassi | 3          |          |  |
|  |             |             | Polonia    | Polonia | 0           |             |            |          |  |
|  | Polonia     | Polonia     | Polonia    | Polonia | 0           | 3           |            |          |  |
|  | Polonia     | Polonia     |            |         |             | 3           |            |          |  |
|  | Porto Rico  | Porto Rico  | 1          |         |             | 3º posto    | 3º posto   | 3º posto |  |
|  | Porto Rico  | Porto Rico  | 1          |         |             |             |            |          |  |
|  |             |             |            |         |             |             |            |          |  |
|  |             |             |            |         |             | Rep. Ceca   | Rep. Ceca  | 3        |  |
|  |             |             |            |         |             | Rep. Ceca   | Rep. Ceca  | 3        |  |
|  |             |             |            |         |             | Porto Rico  | Porto Rico | 1        |  |

##### Semifinali
| 1º agosto 2015 Hala Globus, Lublino Durata: 1h:24 - Spettatori: 1 282 | Paesi Bassi | 3 - 0 | Rep. Ceca  | 25–21, 25–14, 27–25        |
| 1º agosto 2015 Hala Globus, Lublino Durata: 1h:49 - Spettatori: 2 463 | Polonia     | 3 - 1 | Porto Rico | 25–21, 21–25, 25–16, 25–23 |

##### Finale 3º posto
| 2 agosto 2015 Hala Globus, Lublino Durata: 1h:46 - Spettatori: 1 603 | Rep. Ceca | 3 - 1 | Porto Rico | 25-18, 12-25, 25-21, 25-17 |

##### Finale
| 2 agosto 2015 Hala Globus, Lublino Durata: 1h:18 - Spettatori: 3 095 | Paesi Bassi | 3 - 0 | Polonia | 25-19, 25-19, 25-16 |

#### Gruppo 3
|  | Semifinali | Semifinali | Semifinali |       |      | Finale    | Finale    | Finale   |  |
|  |            |            |            |       |      |           |           |          |  |
|  | Perù       | Perù       | 3          |       |      |           |           |          |  |
|  | Perù       | Perù       | 3          |       |      |           |           |          |  |
|  | Colombia   | Colombia   | 0          |       |      |           |           |          |  |
|  | Colombia   | Colombia   | 0          |       | Perù | Perù      | 1         |          |  |
|  |            |            |            |       | Perù | Perù      | 1         |          |  |
|  |            |            | Kenya      | Kenya | 3    |           |           |          |  |
|  | Australia  | Australia  | Kenya      | Kenya | 3    | 1         |           |          |  |
|  | Australia  | Australia  |            |       |      | 1         |           |          |  |
|  | Kenya      | Kenya      | 3          |       |      | 3º posto  | 3º posto  | 3º posto |  |
|  | Kenya      | Kenya      | 3          |       |      |           |           |          |  |
|  |            |            |            |       |      |           |           |          |  |
|  |            |            |            |       |      | Colombia  | Colombia  | 3        |  |
|  |            |            |            |       |      | Colombia  | Colombia  | 3        |  |
|  |            |            |            |       |      | Australia | Australia | 0        |  |

##### Semifinali
| 11 luglio 2015 AIS Arena, Canberra Durata: 1h:15 - Spettatori: 1 200 | Perù      | 3 - 0 | Colombia | 25-16, 25-17, 25-19        |
| 11 luglio 2015 AIS Arena, Canberra Durata: 1h:38 - Spettatori: 1 500 | Australia | 1 - 3 | Kenya    | 25-18, 16-25, 20-25, 14-25 |

##### Finale 3º posto
| 12 luglio 2015 AIS Arena, Canberra Durata: 1h:10 - Spettatori: 900 | Colombia | 3 - 0 | Australia | 25-12, 25-22, 25-16 |

##### Finale
| 12 luglio 2015 AIS Arena, Canberra Durata: 1h:42 - Spettatori: 1 500 | Perù | 1 - 3 | Kenya | 25-21, 17-25, 22-25, 23-25 |

## Podio

### Campione
Formazione: 2 Kayla Banwarth, 3 Courtney Thompson, 5 Tamari Miyashiro, 8 Lauren Gibbemeyer, 10 Jordan Larson, 11 Megan Hodge, 12 Kelly Murphy, 13 Christa Harmotto, 15 Kimberly Hill, 16 Foluke Akinradewo, 18 Molly Kreklow, 21 TeTori Dixon, 23 Kelsey Robinson, 25 Karsta Lowe, CT: Karch Kiraly

### Secondo posto
Formazione: 1 Jana Ščerban', 5 Aleksandra Pasynkova, 6 Ol'ga Efimova, 7 Ekaterina Bogačëva, 8 Natalija Hončarova, 10 Ekaterina Pankova, 12 Ekaterina Orlova, 14 Irina Fetisova, 17 Natal'ja Malych, 18 Ksenija Il'čenko, 19 Anna Malova, 20 Anastasija Šljachovaja, 23 Ekaterina Efimova, 25 Ol'ga Birjukova, CT: Jurij Maričev

### Terzo posto
Formazione: 2 Juciely Barreto, 3 Danielle Lins, 4 Ana Carolina da Silva, 6 Wélissa Gonzaga, 7 Mayhara da Silva, 10 Gabriela Guimarães, 12 Natália Pereira, 13 Ivna Marra, 15 Monique Pavão, 17 Roberta Ratzke, 19 Léia da Silva, 20 Suelle Oliveira, 21 Ellen Braga, 22 Mara Leão, CT: Paulo Barros

## Classifica finale
| Pos | Squadre         | Verdetto                         |
| --- | --------------- | -------------------------------- |
|     | Stati Uniti     | Gruppo 1 - World Grand Prix 2016 |
|     | Russia          | Gruppo 1 - World Grand Prix 2016 |
|     | Brasile         | Gruppo 1 - World Grand Prix 2016 |
| 4   | Cina            | Gruppo 1 - World Grand Prix 2016 |
| 5   | Italia          | Gruppo 1 - World Grand Prix 2016 |
| 6   | Giappone        | Gruppo 1 - World Grand Prix 2016 |
| 7   | Germania        | Gruppo 1 - World Grand Prix 2016 |
| 8   | Serbia          | Gruppo 1 - World Grand Prix 2016 |
| 9   | Thailandia      | Gruppo 1 - World Grand Prix 2016 |
| 10  | Belgio          | Gruppo 1 - World Grand Prix 2016 |
| 11  | Turchia         | Gruppo 1 - World Grand Prix 2016 |
| 12  | Rep. Dominicana | Gruppo 2 - World Grand Prix 2016 |
| 13  | Paesi Bassi     | Gruppo 1 - World Grand Prix 2016 |
| 14  | Polonia         | Gruppo 2 - World Grand Prix 2016 |
| 15  | Rep. Ceca       | Gruppo 2 - World Grand Prix 2016 |
| 16  | Porto Rico      | Gruppo 2 - World Grand Prix 2016 |
| 17  | Bulgaria        | Gruppo 2 - World Grand Prix 2016 |
| 18  | Canada          | Gruppo 2 - World Grand Prix 2016 |
| 19  | Argentina       | Gruppo 2 - World Grand Prix 2016 |
| 20  | Croazia         | Gruppo 3 - World Grand Prix 2016 |
| 21  | Kenya           | Gruppo 2 - World Grand Prix 2016 |
| 22  | Perù            | Gruppo 3 - World Grand Prix 2016 |
| 23  | Colombia        | Gruppo 3 - World Grand Prix 2016 |
| 24  | Australia       | Gruppo 3 - World Grand Prix 2016 |
| 25  | Cuba            | Gruppo 3 - World Grand Prix 2016 |
| 26  | Kazakistan      | Gruppo 3 - World Grand Prix 2016 |
| 27  | Algeria         | Gruppo 3 - World Grand Prix 2016 |
| 28  | Messico         | Gruppo 3 - World Grand Prix 2016 |

## Premi individuali
| Premio                 | Nome               | Squadra     |
| ---------------------- | ------------------ | ----------- |
| MVP                    | Karsta Lowe        | Stati Uniti |
| Miglior palleggiatrice | Molly Kreklow      | Stati Uniti |
| Miglior opposto        | Natalija Hončarova | Russia      |
| Miglior schiacciatrice | Natália Pereira    | Brasile     |
| Miglior schiacciatrice | Kelsey Robinson    | Stati Uniti |
| Miglior centrale       | Juciely Barreto    | Brasile     |
| Miglior centrale       | Christa Harmotto   | Stati Uniti |
| Miglior libero         | Anna Malova        | Russia      |